# Валдајка
Валдајка (рус. Валдайка) река је на северозападу европског дела Руске Федерације која протиче преко територија Тверске и Новгородске области.
Свој ток почиње као отока језера Ужин на југу Новгородске области, на подручју Валдајског националног парка (Валдајско побрђе). Језеро Ужин је каналом Копкој повезано са Валдајским језером на чијим обалама се налази град Валдај. Дужина водотока је 50 km, а површина сливног подручја 783 km². Валдајка се улива у језеро Пирос. Како кроз исто језеро протиче и река Березајка, Валдајка се тако сматра и њеном притоком.
У горњем делу тока Валдајку карактерише уско корито, интензивно кривудање и низак ниво воде који се регулише браном на њеном излазу из језера Ужин. У том делу тока о але су обрасле боровим шумама. У средњем делу тока на дужини од око 4 km протиче кроз неколико мањих делимично вештачких језера.
На подручју Валдајског рејона Новгородске области на реци Валдајки је 1936. саграђена мања хидроелектрана капацитета 150 киловат часова електричне енергије.